# Canton de Colmar-Nord

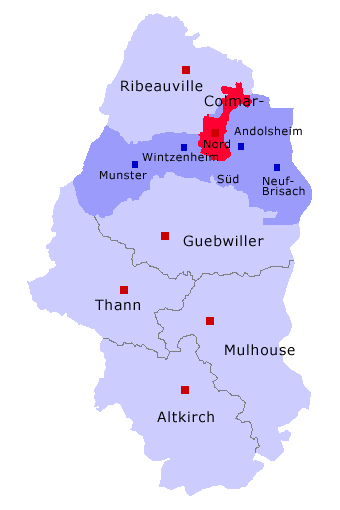
représentation du canton de Colmar-Nord au sein de l'arrondissement de Colmar-Ribeauvillé et du département du Haut-Rhin

Le canton de Colmar-Nord est une ancienne division administrative française, située dans le département du Haut-Rhin, en région Grand Est. Le canton de Colmar-Nord faisait partie de la première circonscription du Haut-Rhin.

## Composition
- Colmar, quartiers Nord

## Histoire
Pour l'ancien canton de Colmar (de 1833 à 1958), voir canton de Colmar-Sud.

## Représentation
Canton créé en 1958.
| Période | Période | Identité          | Étiquette             | Qualité |
| ------- | ------- | ----------------- | --------------------- | --- |
| 1958    | 1976    | Justin Hausherr   | MRP puis CD           | Professeur d'enseignement secondaire Député (1973-1978) Adjoint au maire de Colmar                                               |
| 1976    | 1982    | Bernard Wemaere   | PS                    | Avocat à Colmar |
| 1982    | 1994    | Jean-Paul Fuchs   | UDF-CDS               | Principal de collège Député (1978-1997) Conseiller régional (1978-1986)                                                          |
| 1994    | 2015    | Brigitte Klinkert | UDF puis UMP puis DVD | Directeur territorial Vice-présidente du Conseil Général Conseillère municipal de Colmar Elue en 2015 dans le Canton de Colmar-2 |